# Rokitno (powiat bialski)
Rokitno – wieś w Polsce położona w województwie lubelskim, w powiecie bialskim, w gminie Rokitno.
| SIMC    | Nazwa    | Rodzaj    |
| ------- | -------- | --------- |
| 0018454 | Nowinki  | część wsi |
| 0018460 | Starynki | część wsi |

W latach 1975–1998 miejscowość należała administracyjnie do województwa bialskopodlaskiego.
Wieś jest sołectwem, siedzibą gminy Rokitno. Według Narodowego Spisu Powszechnego z roku 2011 wieś liczyła 782 mieszkańców.
Miejscowość jest siedzibą gminy Rokitno. Większość mieszkańców Rokitna stanowią katolicy. Znajduje się tu parafia rzymskokatolicka pod wezwaniem Trójcy Świętej, której kościołem parafialnym jest dawna unicka, a następnie prawosławna cerkiew wzniesiona w latach 1852-1859.

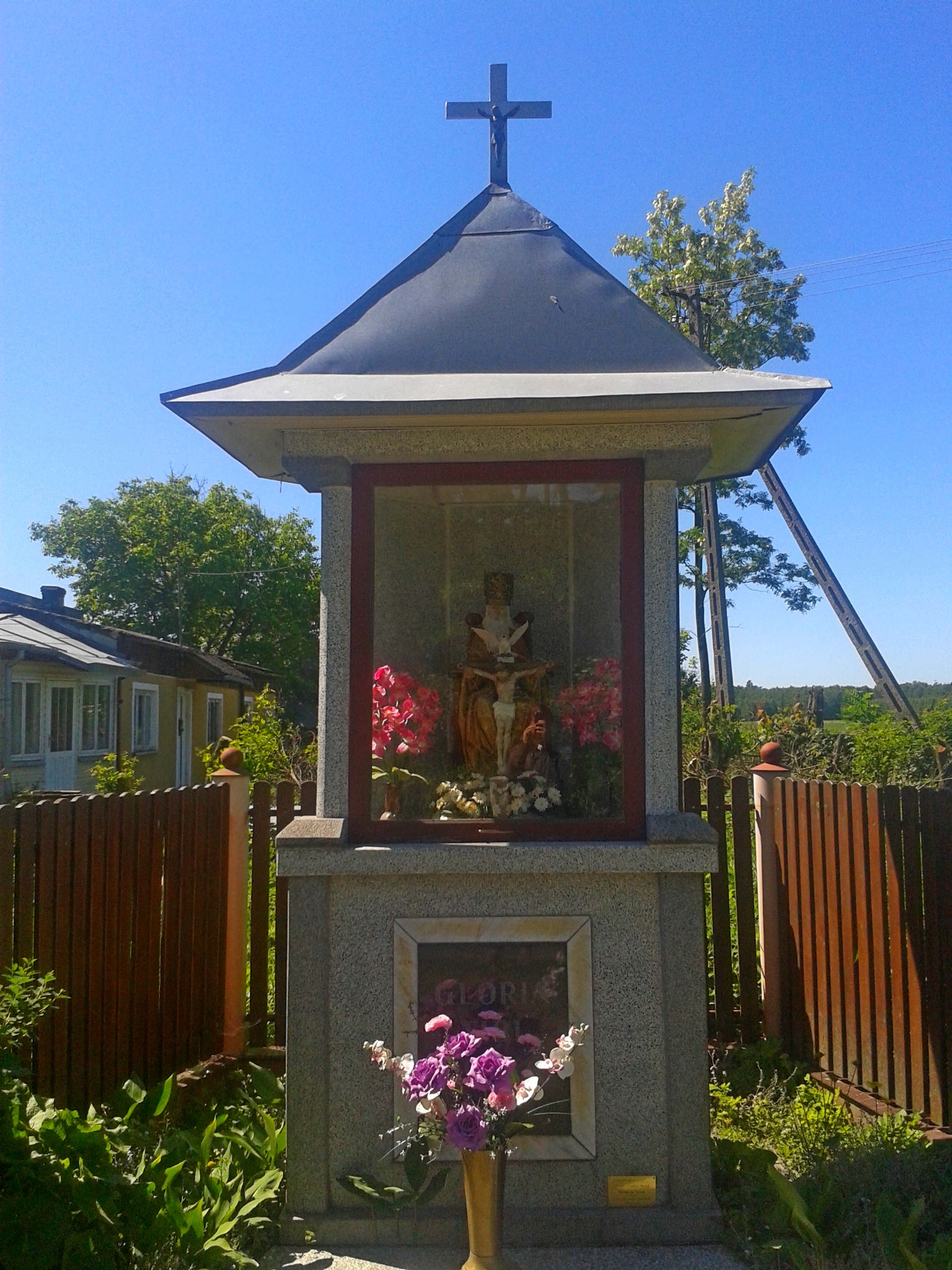
Kapliczka z ludową rzeźbą Trójcy Świętej
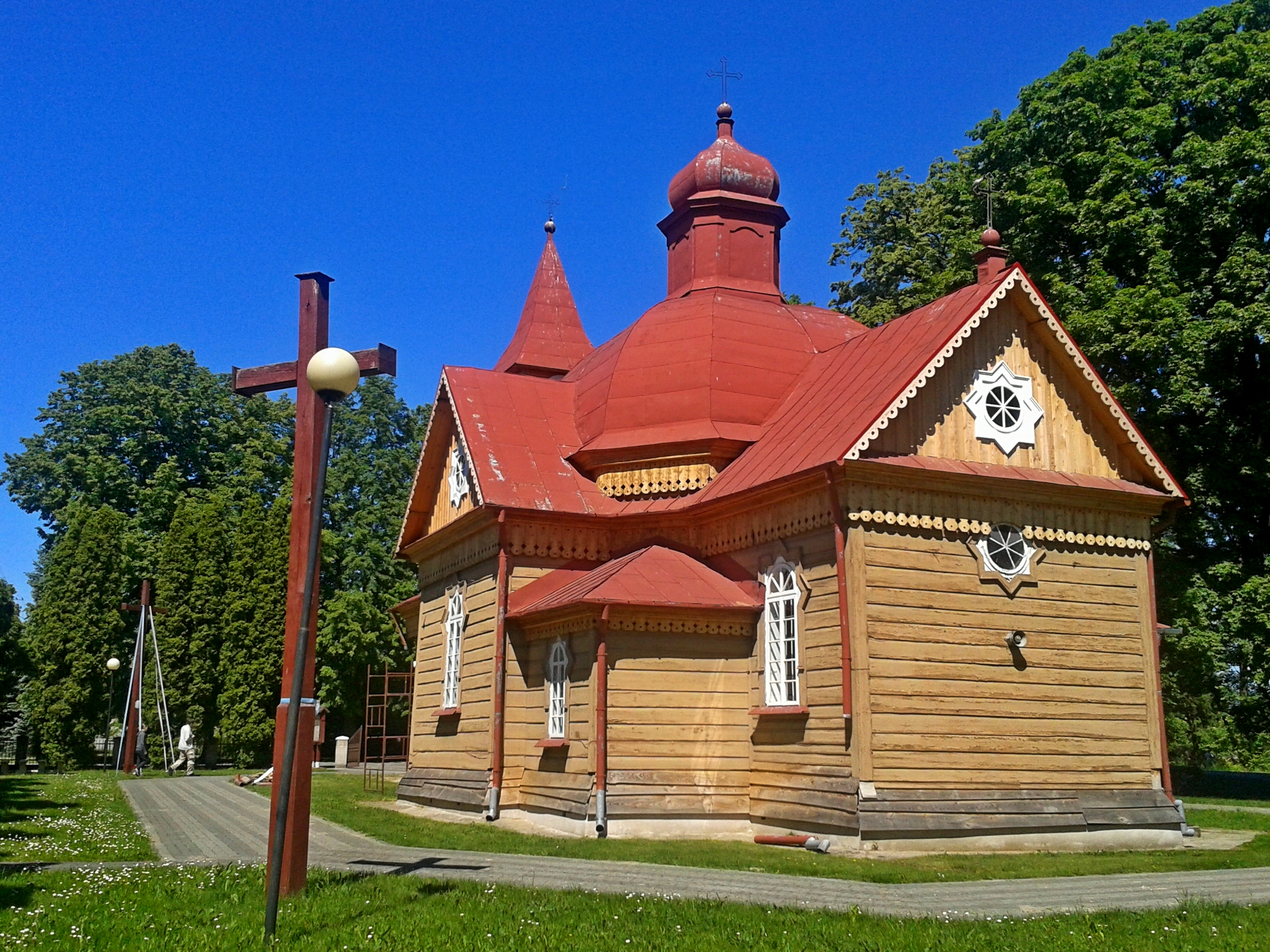
Kościół Trójcy Świętej w Rokitnie, dawna cerkiew
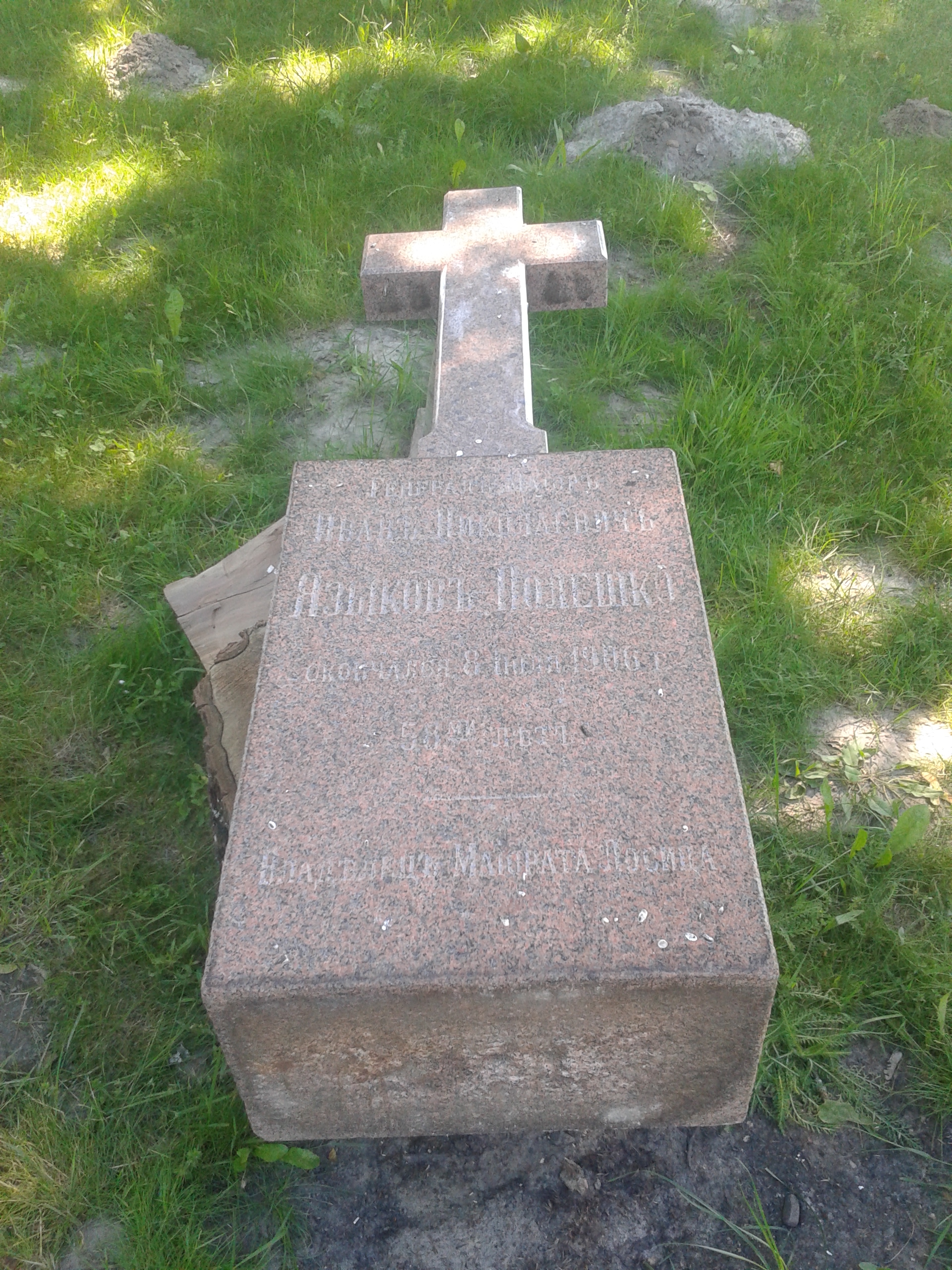
Grób gen. Iwana Jazykowa-Poleszki na terenie świątyni

## Sport
We wsi działa powstały w 1975 roku klub piłkarski GLKS Rokitno (Gminny Ludowy Klub Sportowy Rokitno), który w sezonie 2020/21 występuje w bialskiej klasie A. Największym osiągnięciem piłkarzy GLKS Rokitno były występy w bialskopodlasko – siedleckiej klasie międzywojewódzkiej (czwarty poziom rozgrywek piłkarskich) w sezonach: 1991/92, 1992/93, 1993/94, 1994/95, 1995/96 i 1996/97 oraz w IV lidze (grupa Biała Podlaska-Lublin-Radom-Siedlce) w sezonie 1999/2000.